# Drei Ritenbücher
Drei Ritenbücher (chinesisch 三禮 / 三礼, Pinyin Sānlǐ) ist ein chinesischer Sammelbegriff für die drei Ritenbücher Zhouli 周礼, Yili 仪礼 und Liji 礼记. Der Begriff wurde zuerst von Zheng Xuan (127–200) in der Zeit der Östlichen Han-Dynastie verwendet.
Der chinesische Begriff li (禮 / 礼,  lǐ) wird unterschiedlich mit Zeremonie, Ritus, Ritual u. a. übersetzt, yi (儀 / 仪,  yí) mit Zeremonie, Ritus usw.